# ReVamp (album)
ReVamp - debiutancki album grupy muzycznej ReVamp wykonującej metal symfoniczny. Wydany został 28 maja 2010 roku w Europie. Nagrania dotarły do 26. miejsca greckiej listy sprzedaży. Z kolei w Holandii płyta uplasowała się na 58. miejscu listy MegaCharts.

## Lista utworów
Opracowano na podstawie materiału źródłowego.
1. "Here's My Hell" - 05:12
2. "Head Up High" - 03:32
3. "Sweet Curse" - 04:16
4. "Million" - 04:20
5. "In Sickness 'Till Death Do Us Part - All Goodbyes Are Said" - 03:32
6. "Break" - 04:06
7. "In Sickness 'Till Death Do Us Part 2 - Disdain" - 03:32
8. "In Sickness 'Till Death Do Us Part 3 - Disgraced" - 03:28
9. "Kill Me With Silence" - 03:56
10. "Fast Forward" - 03:57
11. "The Trial Of Monsters" - 04:20
12. "Under My Skin" - 04:07
13. "I Lost Myself" - 03:30

## Twórcy
Opracowano na podstawie materiału źródłowego.

- Floor Jansen - śpiew, muzyka
- Joost van den Broek - instrumenty klawiszowe, aranżacje, produkcja muzyczna, muzyka
- Waldemar Sorychta - gitara, gitara basowa, produkcja muzyczna, muzyka
- Koen Herfst - perkusja
- Russell Allen - gościnnie śpiew
- George Oosthoek - gościnnie śpiew
- Björn "Speed" Strid - gościnnie śpiew